# Драгослав Девић
Др Драгослав Девић, етномузиколог, био је један од утемељивача српске етномузикологије и покретач неколоко сабора народног стваралаштва широм Србије. Више од тридесет година бавио се теренским истраживањима и проучавањем српског музичког фолклора.

## Биографија
Рођен је 15. августа 1925. године у Пожаревцу. Након Реалне гимназије коју је завршио у Пожаревцу, У Београду је уписао Музичку академију. Музичку теорију завршио је 1951. године. Радио је у Музичкој школи Станковић као професор солфеђа, историје и теорије узике. На Филозофском факултету у Београду завршио је етнологију 1958. године. Од 1961. године радио је као асистент Миодрагу Васиљевићу на Одсеку за музички фолклор Музичке академије у Београду. Од 1963. годне постаје главни предавач на Одсеку где остаје до 1990. године. Докторирао је музичке науке (етномузикологија) и био редовни професер Факултета музичке уметности на одсеку за етномузикологију. Преминуо је 21. септембра 2017. године у Београду и сахрањен је у Алеји заслужних грађана на београдском Новом гробљу.

## Научни рад
Научно-истраживачки рад професора Драгослава Девића био је везан превасходно за српску музичку трдицију (инструменталну и вокалну), али и за орску игру. За потребе наставе објавио је неколико уџбеника: Етномузикологија I,II,III — скрипта, Основна мелографска упутства. Веома су значајне две обимне студије: Народна музика Драгачева - облици и развој, Београд, 1986 и Народна музика Црнооречја у светлости етногенетских процеса, Београд 1990.. Поред овога, објавио је велики број мањих студија, прилога, чланака међу којима су изузетно значајни: Народна музика Сврљига, Цевара - особена врста свирале у источној Србији као производ културних контаката, Записи народних мелодија са Косова и Метохије, Хибридни облици вишегласног певања у Србији, Дубока бразда,  Бела Барток и југословенска народна музика, Динарско и шопско певање и метанастазичка кретања...

## Очување музичког наслеђа
Поред научно-истраживачког рада, професор Девић дао је велики допринос очувању музичког наслеђа. Изузетно се ангажовао у организацији и пружању стручне помоћи на саборима народног стваралаштва широм Србије. Био је сарадник многих сабора и смотри народног стваралаштва: Драгачевски сабор трубача у Гучи, Хомољски мотиви у Кучеву, Црноречје у песми и игри у Бољевцу, Крајински обичаји у Штубику.

## Признања
Током дугогодишње каријере др Девић је много пута награђиван за свој рад. Добитник је Вукове награде коју додељује Културно-просветна заједница Србије. Додељено му је више плакета поводм јубиларних годишњица фестивала: Драгачевски сабор трубача, Хомољски мотиви, Црноречје у песми и игри.